# Laurie Anderson
Laurie Anderson (Glen Ellyn (Illinois), 5 juni 1947) is een Amerikaanse experimentele performance-kunstenares en musicus. Ze woonde samen met haar man en eveneens musicus Lou Reed in New York tot diens dood in 2013.

## Biografie
Anderson leert op haar zevende jaar viool spelen en bezoekt van 1958 tot 1965 de Saturday School van het Art Institute of Chicago. Ook studeert ze aan het Mills College in Californië, en studeert uiteindelijk af in de kunstgeschiedenis. In 1972 behaalt ze een MA in de beeldhouwkunst aan de universiteit van Columbia.
In 1969 leert ze de componist Philip Glass kennen. Een jaar later maakt ze haar eerste objecten en geluidssculpturen. Ze werkt in New York als docente en kunstcriticus.
In 1972 maakt ze haar eerste Automotive-performance. Ze combineert hierbij dramatische, muzikale en sculpturale elementen en is in 1977 deelnemer aan Documenta 6 in het Duitse Kassel. De single O Superman bracht haar in 1981 internationale bekendheid. In Nederland werd het zelfs nummer 10 in de Nationale Hitparade. Het nummer staat ook op haar daaropvolgende solo-album (uit 1982), dat de titel Big Science meekreeg. Deze plaat bestaat uit studioversies van een aantal hoogtepunten uit haar lange performance United States, waarmee ze die jaren op tournee ging.
Anderson heeft onder anderen samengewerkt met William Burroughs, Mitchell Froom, Peter Gabriel, Perry Hoberman, David Sylvian, Jean-Michel Jarre en Lou Reed. Eind jaren 70 ook met komiek Andy Kaufman.
Ze trouwde met Reed op 12 april 2008, met wie ze al sinds 1995 samenwoonde.
Na haar bijdrage aan het nummer Diva van het album Zoolook werkte ze in 2015 opnieuw samen met Jarre. Ze maakte en zong de songtekst voor het nummer Rely on Me, dat op zijn album Electronica 1: The Time Machine te vinden is.

## Discografie

### Albums
- 1979 - Big Ego
- 1982 - Big Science
- 1984 - United States Live (boxset)
- 1984 - Mister Heartbreak
- 1986 - Home of the Brave (muziek)
- 1989 - Strange Angels
- 1994 - Bright Red
- 1995 - The Ugly One with the Jewels (gesproken woord)
- 2000 - Talk Normal (grootste hits)
- 2001 - Life on a String
- 2002 - Live in New York
- 2010 - Homeland
- 2024 - Amelia

### Singles
- "O Superman" (1981)
- "Big Science" (1981)
- "Sharkey's Day" (1984)
- "Language Is a Virus" (1986)
- "Strange Angels" (1989)
- "Babydoll" (1989)
- "Beautiful Red Dress" (1990)
- "In Our Sleep" (1994)
- "Big Science 2" (2007)
- "Mambo and Bling" (2008)
- "Only an Expert" (2010)

## Filmografie
- 1986 - Home of the Brave[2][3]
- 2015 - Heart of a Dog